# Васла
Васла (ест. Vasla), також Васля, Вясля, Васламяе — село в Естонії, входить до складу волості Меремяе, повіту Вирумаа.